# Atlantes (peuple)
Pour les articles homonymes, voir Atlante.
Les Atlantes sont un peuple libyque évoqué par Hérodote (v. 484-425 av. J.-C.) qui le localise à proximité d’une montagne qu'il nomme « Atlas » dont la situation est incertaine. Les auteurs antiques postérieurs ne situent pas le peuple avec plus de précision, le positionnant tantôt « au milieu des solitudes », tantôt  « au couchant » ou encore au bord de l'océan, rapportant à son sujet des éléments essentiellement légendaires.

## Historiographie antique

Reconstitution sous forme de carte du monde décrit par Hérodote dans ses Histoires.

Les Atlantes figurent essentiellement dans l'œuvre de l'historien et géographe grec du Ve siècle av. J.-C. Hérodote comme un nom  et sont localisés assez éloignés des Colonnes d’Héraclès, sur un « bourrelet sablonneux » à proximité d'une montagne à dont la situation est incertaine qu'il nomme « Atlas » — décrite comme la « colonne du ciel  » — et à vingt journées à l’ouest des Garamantes.  
Décrits comme des végétariens qui « ne voient rien en songe », les Atlantes sont le dernier peuple après les « Atarantes » qu'Hérodote énumère en Libye antique en allant vers l'Ouest ; à ce titre ils témoignent de l'importance de la nomination et de l'énumération dans son œuvre[pas clair], les catalogues de noms de l'historien rappelant les énumérations des rhapsodes.   
Selon Pierre Vidal-Naquet, Platon a pu s'inspirer du nom de la tribu libyenne donné par Hérodote pour nommer la cité fictive qu'il imagine dans le cadre du mythe de l'Atlantide présenté dans ses dialogues du Critias et du Timée .  
Certains éléments du récit d'Hérodote sont repris au Ier siècle par Pomponius Mela, qui situe les Atlantes « au couchant » sans plus de précision, puis par Pline l’Ancien qui rapporte l'idée selon laquelle les Atlantes habitent « au milieu des solitudes » et, plus tardivement par des auteurs comme Solin, Martianus Capella et Ammien Marcellin qui les nomme « Atlantei ». 
A contrario d'Hérodote, certains commentateurs antiques ont tendu à situer ces Atlantes en bordure de l’Atlantique bien que la localisation de l'Atlas marocain soit mal fixée dans l’Antiquité. Ainsi, rapportant d'autres sources grecques, Diodore de Sicile, qui lui consacre plusieurs paragraphes du troisième Livre de sa Bibliothèque historique paru dans la deuxième moitié du Ier siècle av. J.-C., situe le peuple près de l’océan et de l’Atlas mais également, pour une partie d'entre eux, dans un « pays de Cerné », les nommant « Atlantii » ou encore « Cernéens ». 
Diodore place leur histoire aux temps légendaires de la mythologie et les présente comme arrivés à un assez haut degré de puissance et de civilisation ; les Atlantes doivent faire face aux Gorgones et sont vaincus par les Amazones, dans une description de peuples irréels dans un récit légendaire loin d'une connaissance réelle de l'extrémité ouest de l'Afrique. Diodore place également chez les Atlantes l'origine de nombreux dieux. 

### Sources premières
- Hérodote et Philippe-Ernest Legrand (Texte établi et traduit par), Histoires, vol. III, t. III : Thalie, Belles-Lettres, coll. « Collection des universités de France Série grecque - Collection Budé » (no 92), 2003 (1re éd. 1939) (ISBN 978-2-251-00140-1)
- Diodore de Sicile et Bibiane Bommelaer (Texte établi et traduit par), Bibliothèque historique, vol. III, t. III : Libye, Éthiopie, Arabie, Paris, Belles-Lettres, coll. « Collection des universités de France Série grecque - Collection Budé » (no 327), 2002 (1re éd. 1989) (ISBN 9782251003818)

### Recherche
- Jehan Desanges, « Atlantes », Encyclopédie berbère, no 7,‎ 1989, p. 1013 (ISSN 1015-7344, DOI 10.4000/encyclopedieberbere.1212, lire en ligne, consulté le 6 juin 2022)
- Jehan Desanges, « Atarantes », Encyclopédie berbère, no 7,‎ 1989, p. 1008 (ISSN 1015-7344, DOI 10.4000/encyclopedieberbere.1208, lire en ligne, consulté le 6 juin 2022)
- (en) E. D. Francis, « The impact of non-Indo-European languages on Greek and Mycenaean », dans Edgar C. Polomé (éd.), Reconstructing Languages and Cultures, Berlin-New York, De Gruyter, 1992 (ISBN 3-11-012671-0), p. 472-473